# Умарпашаев, Ислам Ирисбаевич
Ислам Ирисбаевич Умарпашаев (род. 1986) — бывший житель Чечни, чьё исчезновение 11 декабря 2009 года стало предметом расследования.
В марте 2010 года делу о его похищении присвоил приоритетный статус Европейский суд по правам человека.
По версии Умарпашаева, он около четырёх месяцев содержался прикованным к батарее на базе ОМОН Чечни. По версии ОМОН, задержан Умарпашаев был лишь на 15 минут.
После появления Умарпашаева на свободе 8 апреля 2010 года его дело продолжало расследоваться, к семье Умарпашаевых был приставлен работник программы защиты свидетелей.
В 2011 году дело стало предметом журналистского расследования НТВ, итоги которого были показаны на Дальнем Востоке России, но не в европейской части страны. По сообщению пресс-службы телеканала, это — обычная практика, а сюжет был отправлен на доработку.
По сообщению Юлии Латыниной, до исчезновения Умарпашаев понёс наказание в 7 месяцев за пособничество боевикам.
В защиту интересов Умарпашаева выступила межрегиональная общественная организация Комитет против пыток, благодаря работе которой, в частности её председателя Игоря Каляпина, удалось добиться значительных подвижек по расследованию произошедшего инцидента, в частности возбуждения уголовного дела по данному факту.